# Grønlands Landsret

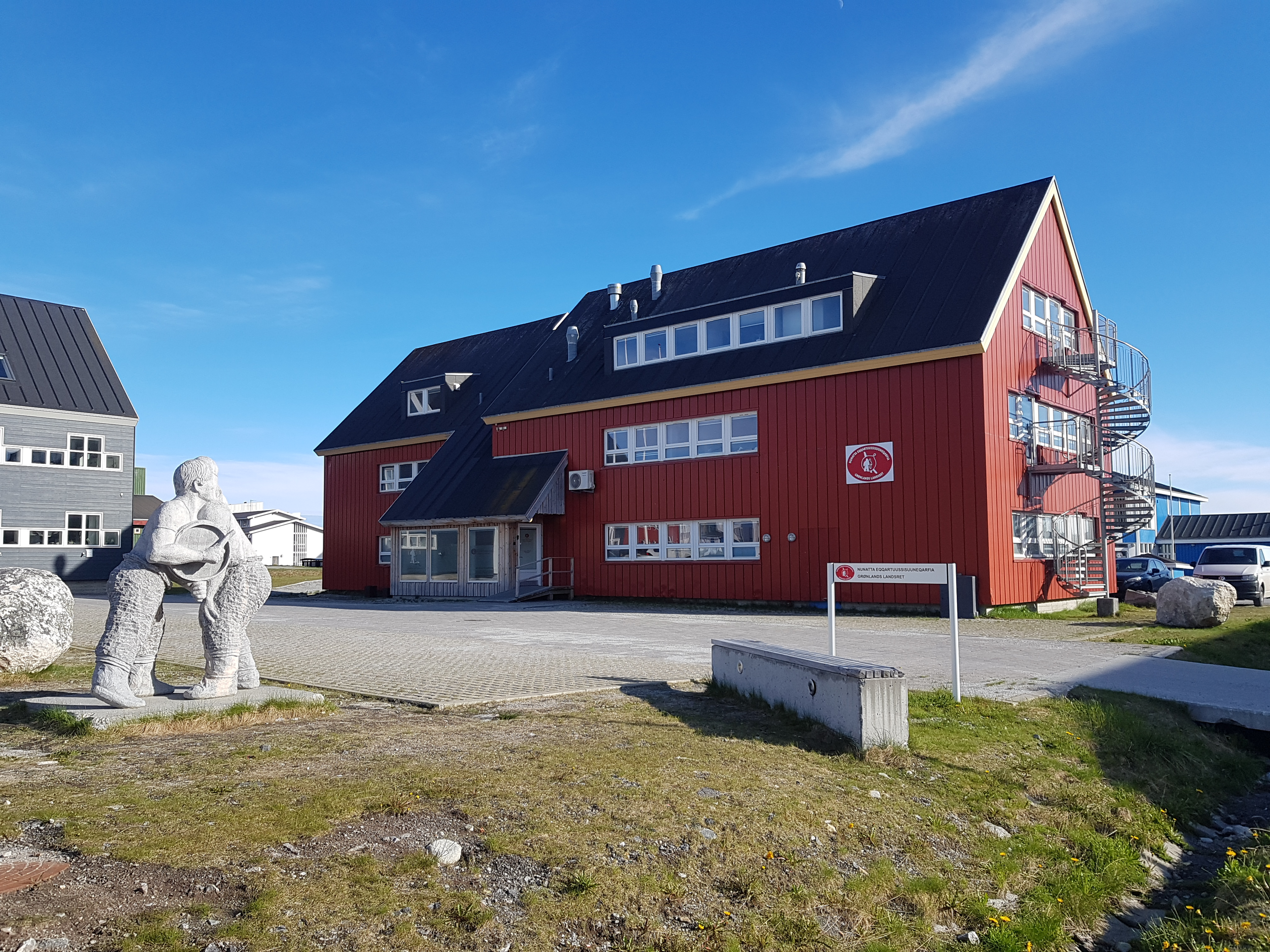
Grønlands Landsret in Nuuk (2022)

Grønlands Landsret („Grönlands Landesgericht“) ist das höchste Gericht Grönlands. Es ist in der Gerichtsorganisation in Dänemark eines der drei Landesgerichte des Königreich Dänemarks neben den beiden dänischen Landesgerichten (die Färöer haben kein eigenes Landesgericht).

## Geschichte
In der grönländischen Kolonialzeit war auch das grönländische Rechtssystem noch kolonial geprägt. Die Forstanderskaber waren für die Rechtsprechung zuständig. Nachdem eine Grönländerin 1908 ihr neugeborenes Kind getötet hatte, wurde die aus frühkolonialen Zeiten stammende Prügelstrafe als nicht mehr zeitgemäß angesehen und eine Neuorganisation des Rechtssystems gefordert. Mit dem Verwaltungsgesetz von 1908 erhielten die 1911 eingeführten Gemeinderäte das Recht zur Rechtsprechung in kleineren Streitfällen. Sofern der Gemeinderat zur Auffassung kam, dass ein Verbrechen vorliegt, wurde der Fall an das Gemischte Gericht (blandet domstol) übergeben, das aus dem Inspektor und dänischen und grönländischen Schöffen bestand. Die von Harald Lindow geplante Einführung eines Strafgesetzes wurde nie realisiert.
Mit dem Verwaltungsgesetz von 1925 wurde das Rechtswesen erneut umorganisiert. Die beiden Gemischten Gerichte wurden abgeschafft und die Rechtsprechung an die neueingeführten Sysselräte übergeben, die es in jedem der grönländischen Kolonialdistrikte gab. Landsfoged Jørgen Berthelsen plante erneut die Einführung eines Strafgesetzes, die aber erneut wegen der „mangelnden Reife“ der grönländischen Bevölkerung nicht vollzogen wurde.
Am 31. Mai 1951 wurde das Gesetz zur Rechtspflege in Grönland angenommen. Das Gesetz war eine Folge der Neuordnung Grönlands im Zuge der G50-Politik. Von nun an bestand das grönländische Rechtssystem aus Grønlands Landsret mit einem von König ernannten Landesrichter und zwei Schöffen. Ihnen untergeordnet waren die Untergerichte, die in jeder der neuen Gemeinden eingeführt wurden. Das Landesgericht sollte als zweite Instanz für Zivilverfahren über den Untergerichten fungieren. In komplizierten Fällen sowie in Strafverfahren diente sollte das Landesgericht als erste Instanz dienen. In diesen Fällen konnte das Østre Landsret in Dänemark als zweite Instanz gebraucht werden. Nur mit Erlaubnis des dänischen Justizministers konnte das Højesteret als dritte Instanz genutzt werden. Wenig später erhielt Grönland auch ein Strafgesetz.
Die Bereiche Rechtspflege und Kriminalrecht unterliegen noch immer der Verantwortung des dänischen Justizministeriums, können aber infolge des Selvstyregesetzes von 2009 von Grönland übernommen werden.

## Heutiges Rechtssystem
Grønlands Landsret ist heute ein Teil von Grønlands Domstole („Grönlands Gerichte“). Dieses besteht aus vier Kreisgerichten, dem Retten i Grønland („Gericht in Grönland“) und Grønlands Landsret. Zivil- und Strafverfahren werden üblicherweise in einem der vier Kreisgerichte verhandelt. Das Retten i Grønland kommt bei komplizierten Zivilverfahren als Erstinstanz zur Anwendung. Grønlands Landsret fungiert als zweite Instanz für sowohl die Kreisgerichte als auch das Retten i Grønland. Der Landesrichter oder sein Stellvertreter fungieren als Richter bei Fällen aus den Kreisgerichten. Bei Fällen aus dem Retten i Grønland wird das Urteil von einem Gremium gesprochen, das aus dem grönländischen Landesrichter sowie den beiden dänischen Landesrichtern besteht. In bestimmten Fällen kann das dänische Højesteret als dritte Instanz fungieren.

## Landesrichter
- 1950–1959: Jørgen Kisbye Møller
- 1959–1964: Carl Frederik Bistrup Simony
- 1964–1978: Henning Brøndsted
- 1978–1987: Erik Schack
- 1987–1997: Hans Christian Raffnsøe
- 1997–2017: Søren Søndergård Hansen
- seit 2017: Kirsten Thomassen